# Ecuación de Hunter-Saxton
En física matemática , la ecuación de Hunter-Saxton 
{\displaystyle (u_{t}+uu_{x})_{x}={\frac {1}{2}}\,u_{x}^{2}}
es una ecuación en derivadas parciales  integrable que surge en el estudio teórico de  cristales líquidos nemáticos. Si las moléculas en el cristal líquido están inicialmente alineadas y algunas de ellas se mueven ligeramente, esta alteración en la orientación se propagará a través del cristal. La ecuación de Hunter-Saxton describe ciertos aspectos de tales ondas de orientación.

## Antecedentes físicos
En los modelos de cristales líquidos considerados aquí, se supone que no hay flujo de fluido, por lo que sólo la orientación de las moléculas es de interés. Dentro de la teoría del elástico continuo, la orientación se describe mediante un campo de vectores unitarios n(x,y,z,t). Para los cristales líquidos nemáticos, no hay diferencia entre orientar una molécula en n direcciones o en −n direcciones y el campo vectorial n es entonces llamado campo director.
La densidad de energía potencial de un campo director se supone que viene dada por la energía funcional de Oseen–Frank
{\displaystyle W(\mathbf {n} ,\nabla \mathbf {n} )={\frac {1}{2}}\left(\alpha (\nabla \cdot \mathbf {n} )^{2}+\beta (\mathbf {n} \cdot (\nabla \times \mathbf {n} ))^{2}+\gamma |\mathbf {n} \times (\nabla \times \mathbf {n} )|^{2}\right),}
donde los coeficientes positivos {\displaystyle \alpha }, {\displaystyle \beta }, {\displaystyle \gamma } son conocidos como los coeficientes elásticos de separación, torsión y flexión, respectivamente. La energía cinética se descuida a menudo debido a la alta viscosidad de los cristales líquidos.

## Derivación de la ecuación de Hunter-Saxton
Hunter y Saxton investigaron el caso en el que se ignora la amortiguación viscosa y se incluye un término de energía cinética en el modelo. Entonces las ecuaciones rectoras para la dinámica del campo director son las ecuaciones de Euler-Lagrange para el lagrangiano
{\displaystyle {\mathcal {L}}={\frac {1}{2}}\left|{\frac {\partial \mathbf {n} }{\partial t}}\right|^{2}-W(\mathbf {n} ,\nabla \mathbf {n} )-{\frac {\lambda }{2}}(1-|\mathbf {n} |^{2}),}
donde {\displaystyle \lambda } es uno de los multiplicadores de Lagrange correspondiente a la restricción |n|=1. Limitaron su atención a las «ondas de separación», donde el campo del director toma la forma especial siguiente:
{\displaystyle \mathbf {n} (x,y,z,t)=(\cos \varphi (x,t),\sin \varphi (x,t),0).}
Esta suposición reduce el lagrangiano a:
{\displaystyle {\mathcal {L}}={\frac {1}{2}}\left(\varphi _{t}^{2}-a^{2}(\varphi )\varphi _{x}^{2}\right),\qquad a(\varphi ):={\sqrt {\alpha \sin ^{2}\varphi +\gamma \cos ^{2}\varphi }},}
y entonces la ecuación de Euler-Lagrange para el ángulo φ se convierte en: 
{\displaystyle \varphi _{tt}=a(\varphi )[a(\varphi )\varphi _{x}]_{x}.}
Hay soluciones constantes triviales φ=φ0 correspondientes a los estados donde las moléculas en el cristal líquido están
perfectamente alineados. La linealización alrededor de tal equilibrio conduce a la ecuación de onda lineal que permite la propagación de las ondas en ambas direcciones con velocidad
{\displaystyle a_{0}:=a(\varphi _{0})},
por lo que se puede esperar que la ecuación no lineal se comporte de manera similar.
Con el fin de estudiar las ondas de movimiento correcto para las grandes t,
se buscan soluciones asintóticas de la forma
{\displaystyle \varphi (x,t;\epsilon )=\varphi _{0}+\epsilon \varphi _{1}(\theta ,\tau )+O(\epsilon ^{2}),}
donde
{\displaystyle \theta :=x-a_{0}t,\qquad \tau :=\epsilon t.}
Insertando esto en la ecuación, se encuentra en el orden {\displaystyle \epsilon ^{2}}
{\displaystyle (\varphi _{1\tau }+a'(\varphi _{0})\varphi _{1}\varphi _{1\theta })_{\theta }={\frac {1}{2}}a'(\varphi _{0})\varphi _{1\theta }^{2}.}

### Generalización
El análisis fue posteriormente generalizado por Alì y Hunter,
{\displaystyle \mathbf {n} (x,y,z,t)=(\cos \varphi (x,t),\sin \varphi (x,t)\cos \psi (x,t),\sin \varphi (x,t)\sin \psi (x,t)).}
Entonces, el lagrangiano es:
{\displaystyle {\mathcal {L}}={\frac {1}{2}}\left(\varphi _{t}^{2}-a^{2}(\varphi )\varphi _{x}^{2}+\sin ^{2}\varphi \left[\psi _{t}^{2}-b^{2}(\varphi )\psi _{x}^{2}\right]\right),\qquad a(\varphi ):={\sqrt {\alpha \sin ^{2}\varphi +\gamma \cos ^{2}\varphi }},\quad b(\varphi ):={\sqrt {\beta \sin ^{2}\varphi +\gamma \cos ^{2}\varphi }}.}
Las ecuaciones correspondientes de Euler-Lagrange son ecuaciones de ondas no lineales acopladas para los ángulos φ y ψ, correspondiendo φ a ondas separadas y ψ a ondas giratorias.  El caso anterior de Hunter-Saxton (ondas separadas puras) se recupera tomando la constante ψ, pero también se pueden considerar ondas separadas y giratorias acopladas en las que varían tanto φ como ψ. Las expansiones asintóticas similares a la anterior conducen a un sistema de ecuaciones que, después de renombrar y reescalar las variables, adopta la forma
{\displaystyle (v_{t}+uv_{x})_{x}=0,\qquad u_{xx}=v_{x}^{2},}
donde «u» se relaciona con φ y «v» con ψ.
Este sistema implica, diferenciando la segunda ecuación con respecto a t, sustituyendo vxt' de la primera ecuación, y eliminando v usando la segunda ecuación, que «u» satisface la siguiente ecuación:
{\displaystyle \left[(u_{t}+uu_{x})_{x}-{\frac {1}{2}}\,u_{x}^{2}\right]_{x}=0,}
así que (de manera bastante notable) la ecuación de Hunter-Saxton surge en este contexto también, pero de una manera diferente.

## Estructuras variables e integrabilidad
La  integrabilidad de la ecuación de Hunter-Saxton o, más precisamente, la de su derivada 
{\displaystyle (u_{t}+uu_{x})_{xx}=u_{x}u_{xx},}
fue demostrado por Hunter y Zheng, quienes explicaron que esta ecuación se obtiene de la ecuación de Camassa-Holm
{\displaystyle u_{t}-u_{xxt}+3uu_{x}=2u_{x}u_{xx}+uu_{xxx}}
en el "límite de alta frecuencia"
{\displaystyle (x,t)\mapsto (\epsilon x,\epsilon t),\qquad \epsilon \to 0.}
Aplicando este procedimiento limitativo a un lagrangiano para la ecuación de Camassa-Holm, obtuvieron un lagrangiano
{\displaystyle {\mathcal {L}}_{2}={\frac {1}{2}}u_{x}^{2}+w(v_{t}+uv_{x})}
que genera la ecuación de Hunter-Saxton después de eliminar la v y la w de las ecuaciones de Euler-Lagrange para la u, la v y la w. Ya que también existe el más obvio lagrangiano
{\displaystyle {\mathcal {L}}_{1}=u_{x}u_{t}+uu_{x}^{2},}
el Hunter-Saxton tiene dos estructuras variantes no equivalentes. Hunter y Zheng también obtuvieron una formulación bihamiltoniana y un par Lax de las estructuras correspondientes para la ecuación de Camassa-Holm de manera similar.
El hecho de que la ecuación Hunter-Saxton surge físicamente de dos maneras diferentes, como se muestra más arriba, fue utilizada por Alì y Hunter para explicar por qué tiene esta estructura bivariante o bihamiltoniana.